# Máximo Carrasco
Pour les articles homonymes, voir Carrasco.
Máximo Carrasco Meza, né à une date inconnue à Cocachacra (es) (province d'Islay, région d'Arequipa) et mort le 5 novembre 1990 près de Mollendo (province d'Islay), est un entraîneur péruvien de football.

## Biographie
D'abord footballeur au sein du FBC Piérola d'Arequipa, puis professeur d'EPS, Máximo Carrasco fait ses débuts comme entraîneur au sein du FBC Melgar (Arequipa) en 1979, institution qu'il dirigera à plusieurs reprises dans les années 1980, et qu'il mènera au sacre national en 1981. Il devient ainsi le premier entraîneur champion du Pérou avec un club non issu de la région de Lima.
Il a l'occasion de diriger bon nombre de clubs de province dont l'Alfonso Ugarte (Puno), le CNI (Iquitos), le Coronel Bolognesi (Tacna) ou encore le CD Diablos Rojos (Juliaca). En 1987, il tente sa première expérience avec un club de la capitale, le Deportivo Municipal.
Entraîneur du FBC Aurora (Arequipa), il trouve la mort le 5 novembre 1990 lors d'un accident de la route près de Mollendo. En guise d'hommage un des 16 stades de football du district de Paucarpata (province d'Arequipa) porte son nom : l'Estadio Máximo Carrasco Meza.

## Palmarès(entraîneur)
FBC Melgar
- Championnat du Pérou (1) :
  - Champion : 1981.